# هوب هوليداي
هوب هوليداي (بالإنجليزية: Hope Holiday)‏ هي ممثلة أمريكية، ولدت في 30 نوفمبر 1930 في بروكلين في الولايات المتحدة.

## أعمال

### أفلام
- (1960) الشقة
- (1963) إيرما لا دوس

## وصلات خارجية
- هوب هوليداي على موقع IMDb (الإنجليزية)
- هوب هوليداي على موقع قاعدة بيانات الفيلم (الإنجليزية)